# Rudolf Kneisel

Rudolf Kneisel

Rudolf Kneisel (* 8. Mai 1832 in Königsberg (Preußen); † 17. September 1899 in Pankow) war ein deutscher Schauspieler und Dramatiker.

## Leben
Als Sohn der Schauspieler Wilhelm und Mathilde Kneisel, welche Mitglieder des Wandertheaters von Heinrich Eduard Bethmann waren, kam Rudolf Kneisel schon früh mit der Schauspielerei in Berührung. 1845 hatte er erste Auftritte in Magdeburg. Nach Engagements in Dresden, Altona und Flensburg war er ab 1857 als Regisseur und Dramaturg am Magdeburger Stadttheater tätig. Ab 1859 war Kneisel Mitglied der Dresdner Volks- und Familienbühne. 1861 wurde er Direktor einer Wanderbühne und bereiste bis 1886 die Provinzen Hannover und Sachsen. Seine letzten Lebensjahre verbrachte er in Pankow bei Berlin unter ärmlichen Verhältnissen, obwohl der Berliner Komiker Franz Guthery für ihn als Mitglied des großen „Vereins Berliner Presse“ eine – dürftig ausfallende – Sammlung veranstaltete. Bis zu seinem Tod verfasste er über 50 Stücke.

## Werke (Auswahl)
- Die Lieder des Musikanten. Bloch, Berlin 1865 (Weitere Ausgabe 1924)
- Der Herr Stadtmusikus und seine Kapelle. Volksstück mit Gesang in 5 Aufzügen. Kühling, Berlin 1872
- Die Tochter des Belial's. Concurrenz-Preis-Lustspiel in 5 Aufzügen. Berlin, 1872. (A. Kühlings Volks-Schaubühne Nr. 3)
- Die "Anti-Xantippe", oder: Krieg den Frauen! Original-Lustspiel in 5 Aufzügen. Berlin, 1872
- Gretchen's Polterabend. Original-Schwank in 5 Akten. Berlin, 1873
- Ein deutsches Mädchen im Elsaß. Original-Lustspiel in 5 Akten. Kühling, Berlin 1874
- Der liebe Onkel. Schwank in 4 Aufzügen. Berlin, 1874. (A. Kühlings Volks-Schaubühne Nr. 12)
- Das böse Fräulein. Original-Schauspiel in 5 Akten. Berlin 1874
- Blinde Kuh. Lustspiel in 3 Akten Berlin 1875, vertont von Johann Strauss (Sohn) als Operette unter dem gleichen Titel
- Emma's Roman. Original-Lustspiel in vier Aufzügen. Mutze, Leipzig 1878
- Blindekuh. Operette in 3 Akten. Musik: Jhann Strauß. Cranz, Leipzig 1880.
- Sein einziges Gedicht. Original-Lustspiel in 3 Acten. Berlin 1883. (A. Kühlings Volks-Schaubühne Nr. 67)
- Desdemona's Taschentuch. Schwank in vier Akten. Bloch, Berlin 1887
- Papageno. Posse in 4 Akten. Berlin, 1887
- Fingerhut. Dramatisches Märchen mit Gesang und Tanz in 3 Abtheilungen oder 5 Bildern. Bloch, Hamburg 1888
- Der Kunstbacillus. Schwank. Bloch, Berlin 1891
- Der Stehauf. Lustspiel in vier Aufzügen. Reclam, Leipzig 1894
- Der selige Blasekopp. Original-Posse mit Gesang in 2 Akten (4 Bildern) u. einem Vorspiel. Bloch, Berlin 1898. (Eduard Blochs Volks-Theater Nr. 60)
- Chemie fürs Heiraten. Originalschwank in drei Aufzügen. Reclam, Leipzig 1894